# Péter Niedermüller

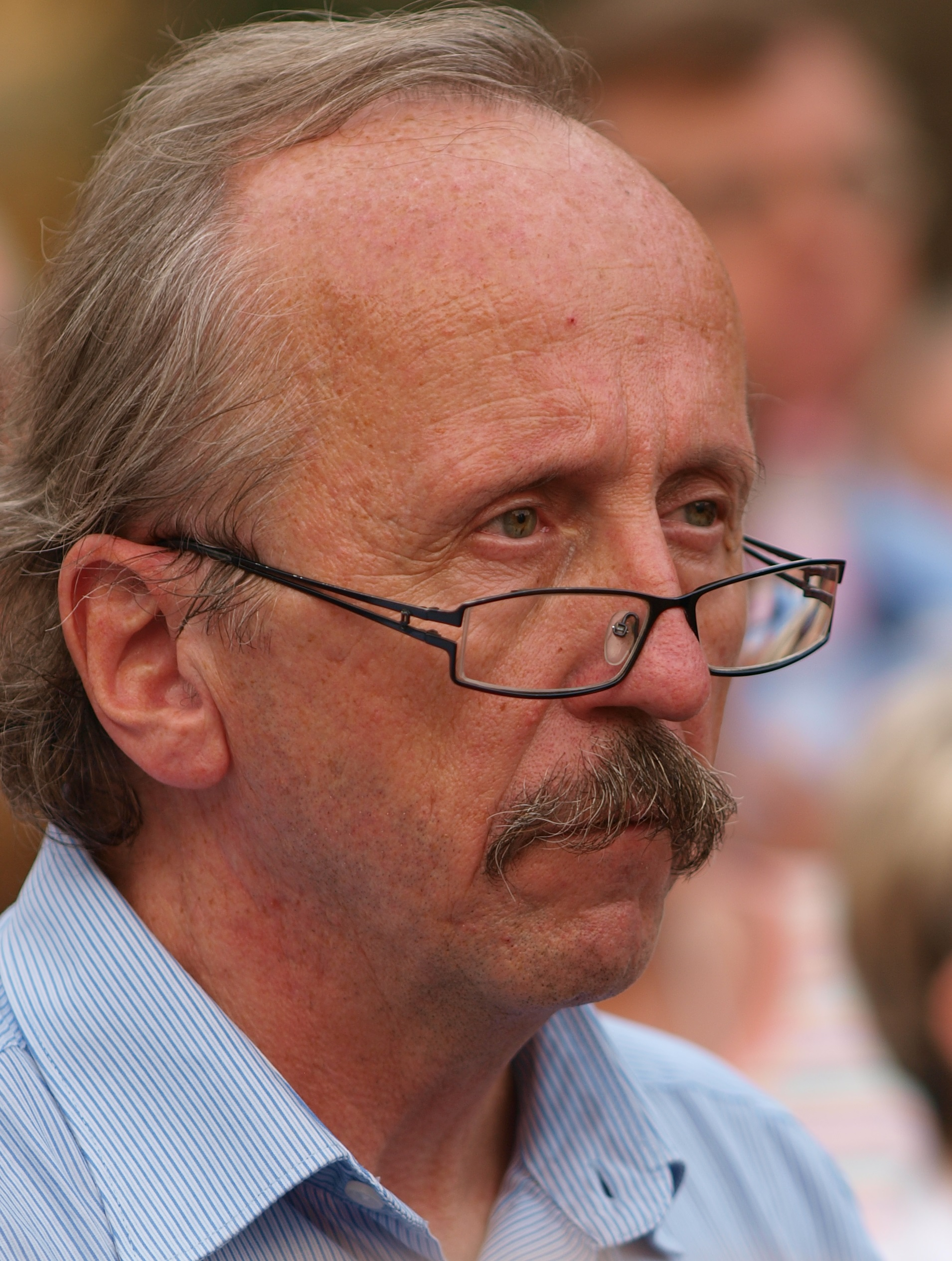
Péter Niedermüller, 2012

Péter Niedermüller (* 3. September 1952 in Budapest) ist ein ungarischer Kulturanthropologe und Politiker (Demokratikus Koalíció). Er war von 2014 bis 2019 Mitglied des Europäischen Parlaments. Seit 2019 ist er Bürgermeister des VII. Budapester Bezirks.

## Leben
Niedermüller studierte Volkskunde und Geschichte an der Universität Debrecen, er promovierte 1982 zum Thema „Ritus und Gesellschaft: Soziale Veränderungen und kulturelle Traditionen“. Von 1992 bis 1996 leitete er den Lehrstuhl für Kommunikationswissenschaft an der Universität Pécs. Anschließend wurde er als Professor für europäische Ethnologie an die Humboldt-Universität zu Berlin berufen. Diese Position verließ er 2004.
Niedermüller ist Gründungsmitglied der 2011 von Ferenc Gyurcsány initiierten, sozialliberalen Partei Demokratikus Koalíció (DK; Demokratische Koalition). Bei der Europawahl 2014 wurde er als einer von zwei Vertretern dieser Partei in das Europäische Parlament gewählt. Dort war er Schatzmeister der Fraktion der Progressiven Allianz der Sozialdemokraten (S&D), Mitglied im Ausschuss für bürgerliche Freiheiten, Justiz und Inneres und Delegierter für die Beziehungen zu Israel.
Bei der Kommunalwahl im Oktober 2019 wurde Niedermüller als gemeinsamer Kandidat der Oppositionsparteien DK, MSZP, Párbeszéd und Momentum-Bewegung zum Bezirksbürgermeister der Budapester Elisabethstadt (Erzsébetváros; VII. Bezirk) gewählt.